# Письмений Ілля Леонідович
Ілля́ Леоні́дович Письмений (Письменний; Пісьменний) (нар. 21 червня 1980 — пом. 28 серпня 2014) — солдат Збройних сил України, учасник російсько-української війни.

## Короткий життєпис
Народився 1980 року в місті Кривий Ріг (Дніпропетровська область). Проживав у мікрорайоні Сонячний Саксаганського району Кривого Рогу. Закінчив криворізьку ЗОШ № 119, здобув вищу освіту на Криворізькому металургійному факультеті Національної металургійної академії України. Протягом 1999—2001 років пройшов строкову службу, був сапером інженерно-саперних спеціалістів залізничних військ. Займався спортом. Останні 7 років працював покрівельником у ТОВ «Ремтекс».
Мобілізований 4 липня 2014 року, з 5 серпня перебував у зоні АТО. Снайпер штурмової групи стрілецької роти 42-го батальйону територіальної оборони ЗС України Кіровоградської області «Рух Опору», псевдо «Поет».
28 серпня військовики рухалися на вантажівці «Урал» та потрапили у засідку терористів між Новокатеринівкою та Ленінським; у бою загинули сержант 42-го БТРО Юрій Кириєнко, солдати Дмитро Ільгільдінов, Анатолій Лифар, Ілля Письмений, дещо віддаленіше — Євген Мельничук, Володимир Татомир, Максим Харченко.
Упізнаний серед загиблих, тіла яких вивезли з поля бою волонтери гуманітарної місії. 15 квітня 2015 року воїна поховали на Центральному кладовищі Кривого Рогу. У місті в той день оголошено жалобу.
Залишилися батьки.

## Нагороди та вшанування
За особисту мужність і героїзм, виявлені у захисті державного суверенітету та територіальної цілісності України, вірність військовій присязі під час російсько-української війни, відзначений — нагороджений:
- 17 липня 2015 року — орденом «За мужність» III ступеня (посмертно);[1]
- відзнакою м. Кривий Ріг «За Заслуги перед містом» 3 ст. (посмертно);
- відзнакою Всеукраїнської громадської організації "Спілка ветеранів та працівників силових структур України «ЗВИТЯГА» "Орденом «За вірність присязі»;
- «Іловайським Хрестом» (посмертно);
- Його портрет розміщений на меморіалі «Стіна пам'яті полеглих за Україну» у Києві: секція 3, ряд 4, місце 20
- Вшановується 29 серпня на щоденному ранковому церемоніалі вшанування українських захисників, які загинули цього дня у різні роки внаслідок російської збройної агресії[2]